# بوریس گئورگیان
بوریس گئورگیان (ارمنی: Բորիս Գևորգյան؛ زاده ۲ ژانویهٔ ۱۹۳۸ - درگذشته ۱۱ ژوئیهٔ ۲۰۱۸) رقصنده و طراح رقص اهل ارمنستان بود.

## زندگی‌نامه
وی در ۲ ژانویهٔ ۱۹۳۸ در ایروان در به دنیا آمد . وی همچنین برنده جوایزی همچون هنرمند مردمی جمهوری ارمنستان مدال طلای وزارت فرهنگ جمهوری ارمنستان شد. وی در ۱۱ ژوئیهٔ ۲۰۱۸ در ۸۰ سن سالگی در ایروان درگذشت.

## یادداشت
1. ↑  Կարեն Գևորգյան